# Тришатный, Константин Иосифович
Константин Иосифович Тришатный (1869—1918) — командующий 41-й пехотной дивизией, генерал-майор.

## Биография
Из потомственных дворян Тульской губернии. Братья Сергей и Александр — основатели Союза русского народа.
Окончил 2-й кадетский корпус (1887) и 2-е военное Константиновское училище (1889), откуда выпущен был подпоручиком в 74-й пехотный Ставропольский полк. Позднее был переведен в лейб-гвардии Резервный пехотный полк. Произведен в поручики 30 августа 1893 года, в штабс-капитаны — 22 июля 1900 года, в капитаны — 6 декабря 1905 года. 5 мая 1910 года переведен в лейб-гвардии 1-й стрелковый полк, а 6 декабря того же года произведен в полковники.
В Первую мировую войну вступил в рядах лейб-гвардии 1-го стрелкового полка. 27 марта 1915 года назначен командиром 54-го пехотного Минского полка. 9 января 1916 года назначен командующим бригадой 37-й пехотной дивизии, а 14 ноября того же года произведен в генерал-майоры «за военные отличия», с утверждением в должности. 8 апреля 1917 года назначен командиром бригады 82-й пехотной дивизии, 12 августа того же года — командиром бригады 79-й пехотной дивизии, а 10 октября 1917 — командующим 41-й пехотной дивизией.
В сентябре 1918 года был взят в заложники по решению ЧК Северо-Кавказской республики, а в октябре того же года казнён в числе других заложников в Пятигорске.

## Награды
- Орден Святого Станислава 2-й ст. (1909)
- Орден Святой Анны 2-й ст. (1912)
- Орден Святого Владимира 4-й ст. с мечами и бантом (ВП 26.11.1914)
- мечи и бант к ордену Св. Станислава 3-й ст. (ВП 9.02.1915)
- мечи к ордену Св. Станислава 2-й ст. (ВП 3.03.1915)
- Орден Святого Владимира 3-й ст. с мечами (ВП 8.04.1915)
- Орден Святой Анны 4-й ст. с надписью «за храбрость» (ВП 13.05.1915)
- Высочайшее благоволение «за отличия в делах против неприятеля» (ВП 26.08.1916)
- старшинство в чине полковника с 6 декабря 1908 года (ВП 6.07.1916)